# Flonheim
Flonheim est une municipalité allemande située dans le land de Rhénanie-Palatinat et l'arrondissement d'Alzey-Worms.

## Économie
« On a découvert, il y a deux ans, dans la banlieue de la mairie de Flonheim, canton d'Alzey, une carrière très abondante de pierres à bâtir; cette découverte est d'autant plus importante qu'on avoit été obligé jusqu'à présent de tirer à grands frais, de la rive droite du Rhin, un grès rouge et friable qui ne remplissoit qu'imparfaitement les vues des architectes. Pour faciliter l'exploitation de cette nouvelle carrière, le Gouvernement vient d'autoriser la confection d'un chemin d'embranchement avec la grande route de Paris à Mayence.
La valeur des matières que l'on extrait chaque année des carrières en pierres de taille, grès molasse, ardoises, gravier, etc., est évaluée à 250 000 francs. Le nombre des ouvriers employés à leur extraction et préparation est de 460.
On rencontre dans le département le caillou, le mica, l'ardoise, le grès, le pétrosilex, la pierre à chaux, le quartz, le spath, le tuf, le trapp, la pierre à bâtir, la terre à potier et la pîerre meulière. L'exploitation «le ces substances vient d'acquérir une nouvelle activité par la multiplicité des travaux publics qui s'exécutent en ce moment sur tous les points du département »

— Bulletin de la Société d'encouragement pour l'industrie nationale, publié avec l'approbation de S. Ex. le Ministre de l'Intérieur Emmanuel Crétet, imprimerie de Madame Huzard, Paris 1809; p. 133

## Personnalités nées à Flonheim
- Jean Guillaume Baum, théologien protestant

## Jumelages
La commune est jumelée avec Villenauxe-la-Grande dans la région de Champagne-Ardenne.

## Source
- (de) Cet article est partiellement ou en totalité issu de l’article de Wikipédia en allemand intitulé « Flonheim » (voir la liste des auteurs).